# MUSCLE
MUSCLE (англ. MUltiple Sequence Comparison by Log-Expectation) — програмний засіб для множинного вирівнювання амінокислотних і нуклеотидних послідовностей. Ця програма поширюється як суспільне надбання. Метод був описаний Робертом Едгаром у двох роботах у 2004 році. У першій статті, опублікованій в Nucleic Acids Research, був представлений алгоритм вирівнювання послідовностей. У другій статті, опублікованій в BMC Bioinformatics, представлено більше технічних деталей.